# Prix Loewe
Le Prix Loewe, de nom complet en espagnol : Premio Internacional de Poesía Fundación Loewe, est un prix littéraire qui est attribué chaque année par la Fondation Loewe à un poète de n'importe quelle nationalité pour la meilleure œuvre poétique écrite en castillan et possédant au moins 300 vers. Il est considéré comme l'un des prix de poésie les plus prestigieux en Espagne.
Le prix est doté de 20 000 euros et l'auteur voit son œuvre publiée dans la Colleción Visor de Poesía. C'est un prix auquel peuvent se présenter des auteurs de n'importe quel âge, mais si le lauréat a plus de 30 ans, un accessit au prix, appelé Premio a la Creación Joven (en français : « Prix à la Création Jeune »), est décernée à un auteur de moins de 30 ans. Il reçoit en plus 7 000 euros, et son œuvre est également publiée dans la Colleción Visor de Poesía.
Octavio Paz, prix Nobel de littérature, a été le président du jury jusqu'à sa mort, en 1998, et le prix a possédé d'autres présidents du jury de prestige, tels que Juan Benet, José Hierro, Carlos Bousoño et Mario Vargas Llosa.
Grâce à ce prix, la fondation Loewe est récompensée en 2002 de la Médaille d'or du mérite des beaux-arts par le Ministère de l'Éducation, de la Culture et des Sports.

## Lauréats

### Lauréats du «Premio Loewe»

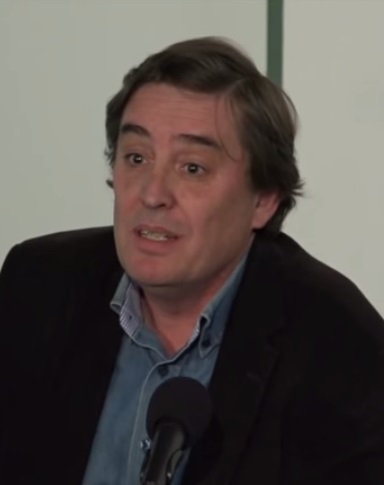
Luis García Montero, lauréat en 1993.

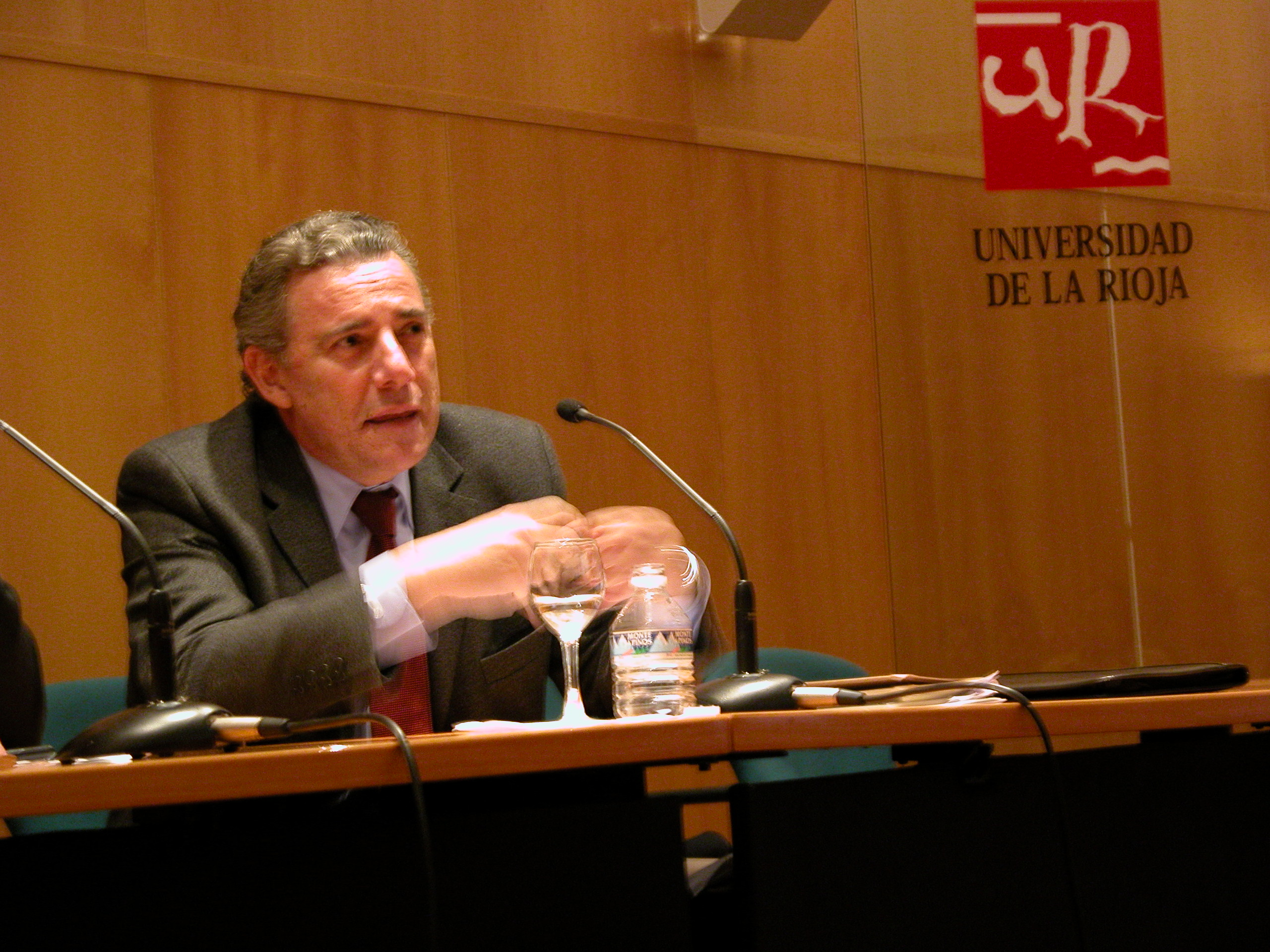
, lauréat en 1994.

Les auteurs qui suivent sont de nationalité espagnole, sauf mention.
- 1988 : Juan Luis Panero (es), pour Galería de fantasmas
- 1989 : Jaime Siles, pour Semáforos, semáforos
- 1990 : Bernardo Schiavetta ( Argentine), pour Fórmulas para Crátilo
- 1991 : Álvaro Valverde, pour Una oculta razón
- 1992 : Felipe Benítez Reyes (es), pour Sombras particulares
- 1993 : Luis García Montero, pour Habitaciones separadas
- 1994 : Alejandro Duque Amusco (es), pour Donde rompe la noche
- 1995 : Rafael Courtoisie (es) ( Uruguay), pour Estado sólido
- 1996 : César Simón (es), pour Templo sin dioses
- 1997 : Jenaro Talens (ca), pour Viaje al fin del invierno
- 1998 : José María Álvarez (es), pour La lágrima de Ahab
- 1999 : Antonio Cabrera, pour En la estación perpetua
- 2000 : Lorenzo Oliván (es), pour Puntos de fuga
- 2001 : Vicente Gallego, pour Santa deriva
- 2002 : Miguel Ángel Velasco (es), pour La miel salvaje
- 2003 : Carlos Marzal (es), pour Fuera de mí[6]
- 2004 : Déclaré vacant — retiré à Antonio Gracia, pour Devastaciones, sueños[7].
- 2005 : Guillermo Carnero (es), pour Fuente de Médicis[8]
- 2006 : Juan Antonio González-Iglesias (es) pour Eros es más[9]
- 2007 : Vicente Valero pour Días del bosque[10]
- 2008 : Cristina Peri Rossi (Uruguay) pour PlayStation[11]
- 2009 : José Luis Rey (es), pour Barroco[12]
- 2010 : Joaquín Pérez Azaústre (es), pour Las Ollerías[13]
- 2011 : Álvaro García (es), pour Canción en blanco[14]
- 2012 : Juan Vicente Piqueras, pour Atenas[15]
- 2013 - Antonio Lucas, pour Los desengaños[16]
- 2014 - Óscar Hahn ( Chili), pour Los espejos comunicantes[17]
- 2015 - Víctor Rodríguez Núñez (es) ( Cuba), pour despegue[18]
- 2016 - José Ramón Ripoll (es), pour La lengua de los otros[19]
- 2017 - Ben Clark (es), pour La policía celeste[20]
- 2018 - Basilio Sánchez (es), pour He heredado un nogal sobre la tumba de los reyes[21]
- 2019 - Aurora Luque (es), pour Gavieras[22]
- 2020 - Diego Doncel (es), pour La Fragilidad[23].
- 2021 - Orlando Mondragón, pour Cuadernos de patología humana[24]
- 2022 - Reiniel Pérez, pour Las sílabas y el cuerpo[25]
- 2023 - Diego Roel, pour Los cuadernos perdidos de Robert Walser[26]
- 2024 - Javier Velaza, pour Las ignorancias[27]

### Lauréats du «Premio a la Creación Joven»
Les auteurs qui suivent sont de nationalité espagnole, sauf mention.
- 1989 : Juan Pablo Zapater, pour La coleccionista
- 1990 : Aurelio Asiain (es) ( Mexique), pour República de viento ; Vicente Gallego, pour Los ojos del extraño
- 1992 : Vicente Valero, pour Teoría solar
- 1995 : Josefa Parra (es), pour Elogio a la mala yerba
- 1997 : José Eugenio Sánchez, pour Physical Graffiti
- 1998 : Silvina López Medin, pour La noche de los bueyes
- 1999 : Bruno Mesa (es), pour El laboratorio
- 2003 : Javier Cano (es), pour El idioma de Adán[6]
- 2005 : Joaquín Pérez Azaústre (es), pour El jersey rojo[8]
- 2007 : Carlos Fonseca, pour Una oscuridad brillando en la claridad que la claridad no logra comprender[10]
- 2008 : Javier Vela (es), pour Imaginario[11]
- 2009 : Sergio DeCopete y García, pour La ciudad de las delicias[12]
- 2013 : Elena Medel, pour Chatterton[16]
- 2014 : María Gómez ( Colombie), pour Contratono[17]
- 2015 : Carla Badillo Coronado ( Équateur), pour El color de la granada[18]
- 2016 : Sergio García Zamora ( Cuba), pour El frío de vivir[19]
- 2017 : Luciana Reif ( Argentine), pour Un hogar fuera de mí[20]
- 2018 : Déclaré vacant[21]

### Lauréats par nationalité
- Espagne : 24 + 12 accessits
- Uruguay : 2
- Argentine : 1 + 1 accessit
- Cuba : 1 + 1 accessit
- Chili : 1
- Mexique : 1 accessit
- Équateur : 1 accessit